# Bambusik
Bambusik (Tylonycteris) – rodzaj ssaków z podrodziny mroczków (Vespertilioninae) w obrębie rodziny mroczkowatych (Vespertilionidae).

## Rozmieszczenie geograficzne
Rodzaj obejmuje gatunki występujące w południowo-wschodniej i południowej Azji.

## Morfologia
Długość ciała (bez ogona) 28,8–45 mm, długość ogona 19,8–34 mm, długość ucha 2,8–11 mm, długość tylnej stopy 3,8–7,6 mm, długość przedramienia 22,9–29,8 mm; masa ciała 2,5–8,5 g.

## Systematyka
Rodzaj zdefiniował w 1872 roku niemiecki zoolog Wilhelm Peters w artykule zatytułowanym O Vespertilio calcaratus Prinz z Wied i nowym rodzaju nietoperzy Tylonycteris, opublikowanym na łamach „Monatsberichte der Königlichen Preussische Akademie des Wissenschaften zu Berlin”. Peters wymienił dwa gatunki – Vespertilio pachypus Temminck, 1840 i Tylonycteris meyeri W.C.H. Peters, 1872 – z których gatunkiem typowym jest Vespertilio pachypus Temminck, 1840 (bambusik mniejszy).

### Etymologia
Tylonycteris: gr. τυλος tulos ‘wypukłość, węzeł’; νυκτερις nukteris, νυκτεριδος nukteridos ‘nietoperz’.

### Podział systematyczny
Do rodzaju należą następujące gatunki:
| Grafika | Gatunek                  | Autor i rok opisu                                                                              | Nazwa zwyczajowa   | Podgatunki         | Rozmieszczenie geograficzne | Podstawowe wymiary                                         | Status IUCN |
| ------- | ------------------------ | ---------------------------------------------------------------------------------------------- | ------------------ | ------------------ | --- | ---------------------------------------------------------- | ----------- |
|         | Tylonycteris pygmaeua    | Feng Qing, Li Song & Wang Yingxiang, 2008                                                      | bambusik karłowaty | gatunek monotypowy | endemit Chińskiej Republiki Ludowej: znany tylko z południowo-środkowego Junnanu; zakres wysokości: około 670 m n.p.m.                                                                                           | DC: 2,8–3,4 cm DO: 2,3–2,7 cm DP: 2,4–2,6 cm MC: 2,5–3,5 g | DD          |
|         | Tylonycteris fulvida     | (E. Blyth, 1859}                                                                               |                    | 2 podgatunki       | południowe, wschodnie i północno-wschodnie Indie, Bangladesz, północna Chińska Republika Ludowa, kontynentalna Azja Południowo-Wschodnia oraz Andamany; prawdopodobnie Bhutan; zakres wysokości: 0–1260 m n.p.m. | DC: 3,4–4,3 cm DO: 2–3,2 cm DP: 2,3–2,8 cm MC: 3,1–3,5 g   | NE          |
|         | Tylonycteris pachypus    | (Temminck, 1840)                                                                               | bambusik mniejszy  | 3 podgatunki       | Sumatra, Borneo, Jawa, Bali, Lombok, Filipiny, wstępnie Moluki (Ambon); zakres wysokości: 0–500 m n.p.m. | DC: 3,1–4,1 cm DO: 2,1–3,1 cm DP: 2,4–2,9 cm MC: 2,7–4,8 g | LC          |
|         | Tylonycteris tonkinensis | Vuong Tan Tu, Csorba, Ruedi, Furey, Nguyen Truong Son, Vu Dinh Thong, Bonillo & Hassanin, 2017 |                    | gatunek monotypowy | południowa Chińska Republika Ludowa (Junnan, Kuejczou, Kuangsi i Hajnan), północny Wietnam oraz północno-wschodni Laos; być może Mjanma; zakres wysokości: 500–1285 m n.p.m.                                     | DC: 3,6–4,5 cm DO: 1,9–3,4 cm DP: 2,4–2,9 cm MC: 4,1–6,6 g | NE          |
|         | Tylonycteris malayana    | Chasen, 1940                                                                                   |                    | 2 podgatunki       | północno-wschodnie Indie (Mizoram), kontynentalna Azja Południowo-Wschodnia oraz Andamany (Andaman Północny); być może Chińska Republika Ludowa (Junnan); zakres wysokości: do 1000 m n.p.m.                     | DC: 3,6–3,7 cm DO: 2,6–2,8 cm DP: 2,3–2,7 cm MC: 6,5–8,5 g | NE          |
|         | Tylonycteris robustula   | O. Thomas, 1915                                                                                | bambusik większy   | gatunek monotypowy | Filipiny (Luzon, Negros, Calauit i Palawan), Sumatra, zachodnie i północno-zachodnie Borneo, Jawa, Bali, Lombok, Timor i Celebes; zakres wysokości: 0–1000 m n.p.m.                                              | DC: 4–4,5 cm DO: 2,8–3,1 cm DP: 2,5–3 cm MC: 5–7,8 g       | LC          |

Kategorie IUCN:  LC  – gatunek najmniejszej troski,  DD  – gatunki o nieokreślonym stopniu zagrożenia;  NE  – gatunki niepoddane jeszcze ocenie.